# Pogled
Pogled (cyr. Поглед) – wieś w Serbii, w okręgu zlatiborskim, w gminie Arilje. W 2011 roku liczyła 659 mieszkańców.